# Billie Nelson
Billie Nelson (Doncaster, 2 de noviembre de 1941 - Fiume, Yugoslavia, 9 de septiembre de 1974) fue un piloto británico de motociclismo, que participó en el Campeonato del Mundo de Motociclismo desde 1965 hasta su muerte en 1974 en la carrera de 250cc del Gran Premio de Yugoslavia.

## Biografía
Era un conductor ecléctico que se dedicó a carreras de forma privada en varias cilindradas, así como también en pruebas de sidecar como pasajero de varios otros conductores. Sus primeras apariciones en el ranking del Campeonato mundial fueron precisamente las biplazas junto al piloto británico Charlie Freeman en las ediciones del Tourist Trophy 1960 y 1961. Después de participar en algunas ediciones del Tourist Trophy sin resultados particularmente significativos, sus primeros puntos en carreras individuales se remontan al Mundial de velocidad de 1965 cuando en el GP de Alemania ocupó el sexto lugar en la carrera de 500cc a bordo de una Norton.
Luego compitió en varias cilindradas logrando su mejor resultado en Mundial de 1969 en categoría de 500cc con tres segundos lugares y un cuarto lugar con una Paton. No obstante, también continuó ocasionalmente siendo copiloto de sidecar, con Helmut Fath y Georg Auerbacher. Con este último logró la victoria en el Gran Premio de las Naciones de 1967.
Durante la carrera de 250cc del Gran Premio de Yugoslavia de Motociclismo de 1974 se salió de la pista, arollando a varios espectadores; murió al día siguiente en el hospital debido a un grave traumatismo sufrido.

## Resultados en el Campeonato del Mundo
Sistema de puntuación desde 1950 hasta 1968:
| Posición | 1.º | 2.º | 3.º | 4.º | 5.º | 6.º |
| Puntos   | 8   | 6   | 4   | 3   | 2   | 1   |

Sistema de puntuación desde 1969 hasta 1987:
| Posición | 1.º | 2.º | 3.º | 4.º | 5.º | 6.º | 7.º | 8.º | 9.º | 10.º |
| Puntos   | 15  | 12  | 10  | 8   | 6   | 5   | 4   | 3   | 2   | 1    |

(Carreras en negrita indica pole position; carreras en cursiva indica vuelta rápida)
| Año  | Clase | Moto             | 1       | 2       | 3       | 4       | 5       | 6       | 7       | 8       | 9       | 10      | 11          | 12      | 13    | Pts | Pos  |
| ---- | ----- | ---------------- | ------- | ------- | ------- | ------- | ------- | ------- | ------- | ------- | ------- | ------- | ----------- | ------- | ----- | --- | ---- |
| 1962 | 350cc | Norton           | IOM 38  | NED -   |         | ULS -   | DDR -   | NAT -   | FIN -   |         |         |         |             |         |       | 0   | -    |
| 1962 | 500cc | Norton           | IOM Ret | NED -   | BEL -   | ULS -   | DDR -   | NAT -   | FIN -   | ARG -   |         |         |             |         |       | 0   | -    |
| 1963 | 350cc | Norton           |         | GER -   | IOM 21  | NED -   |         | ULS -   | DDR -   | NAT -   | FIN -   |         | JPN -       |         |       | 0   | -    |
| 1963 | 500cc | Norton           |         |         | IOM 23  | NED -   | BEL -   | ULS -   | DDR -   | NAT -   | FIN -   | ARG -   |             |         |       | 0   | -    |
| 1964 | 350cc | AJS              |         |         |         | IOM Ret | NED -   |         | GER -   | DDR -   | ULS -   | FIN -   | NAT -       | JPN -   |       | 0   | -    |
| 1964 | 500cc | Norton           | USA -   |         |         | IOM 21  | NED -   | BEL -   | GER -   | DDR -   | ULS -   | FIN -   | NAT -       | JPN -   |       | 0   | -    |
| 1965 | 350cc | Norton           |         | GER -   |         |         | IOM 22  | NED 13  |         | RDA -   | CZE -   | ULS -   | FIN -       | NAT -   | JPN - | 0   | -    |
| 1965 | 500cc | Norton           |         | GER 6   |         |         | IOM 12  | NED Ret | BEL -   | RDA -   | CZE -   | ULS -   | FIN -       | NAT -   | JPN - | 1   | 30.º |
| 1966 | 250cc | Yamaha           | ESP -   | GER -   | FRA -   | NED -   | BEL 16  | RDA -   | CZE -   | FIN -   | ULS -   | IOM -   | NAT -       | JPN -   |       | 0   | -    |
| 1966 | 350cc | Norton           | ESP -   | GER -   | FRA -   | NED 9   |         | RDA 11  | CZE Ret | FIN Ret | ULS -   | IOM 14  | NAT -       | JPN -   |       | 0   | -    |
| 1966 | 500cc | Norton           |         | GER 9   |         | NED Ret | BEL -   | RDA 9   | CZE 8   | FIN 12  | ULS -   | IOM Ret | NAT -       |         |       | 0   | -    |
| 1967 | 350cc | Norton           |         | GER -   |         | IOM -   | NED -   |         | RDA Ret | CZE 13  |         | ULS -   | NAT -       |         | JPN - | 0   | -    |
| 1967 | 500cc | Norton           |         | GER 5   |         | IOM -   | NED 9   | BEL 11  | RDA 7   | CZE 8   | FIN 3   | ULS -   | NAT Ret     | CAN -   |       | 6   | 9.º  |
| 1968 | 250cc | Doncaster Yamaha | GER -   | ESP -   | IOM Ret | NED -   | BEL -   | RDA -   | CZE -   | FIN -   | ULS -   | NAT -   |             |         |       | 0   | -    |
| 1968 | 350cc | Norton           | GER 9   |         | IOM Ret | NED Ret |         | RDA 6   | CZE 6   |         | ULS 6   | NAT Ret |             |         |       | 3   | 13.º |
| 1968 | 500cc | Paton            | GER -   | ESP -   | IOM 7   | NED Ret | BEL Ret | RDA 5   | CZE 4   | FIN 7   | ULS -   | NAT Ret |             |         |       | 5   | 15.º |
| 1969 | 250cc | Yamaha           | ESP -   | GER 9   | FRA -   | IOM Ret | NED -   | BEL -   | RDA -   | CZE -   | FIN -   | ULS -   | NAT -       | YUG -   |       | 2   | 45.º |
| 1969 | 350cc | Aermacchi        | ESP -   | GER -   |         | IOM -   | NED 12  |         | RDA 8   | CZE -   | FIN -   | ULS -   | NAT -       | YUG -   |       | 3   | 37.º |
| 1969 | 500cc | Paton            | ESP -   | GER Ret | FRA 2   | IOM -   | NED 9   | BEL Ret | RDA 2   | CZE 7   | FIN 2   | ULS -   | NAT -       | YUG -   |       | 42  | 4.º  |
| 1970 | 250cc | Doncaster Yamaha | GER -   | FRA -   | YUG -   | IOM 24  | NED -   | BEL 11  | RFA -   | CZE -   | FIN -   | ULS -   | NAT -       | ESP -   |       | 0   | -    |
| 1970 | 350cc | Yamaha           | GER 9   |         | YUG -   | IOM -   | NED 9   |         | RFA 4   | CZE -   | FIN 7   | ULS -   | NAT -       | ESP -   |       | 16  | 14.º |
| 1970 | 500cc | Kawasaki         | GER 9   | FRA Ret | YUG -   | IOM -   | NED Ret | BEL Ret | RDA 6   |         | FIN Ret | ULS -   | NAT -       | ESP -   |       | 7   | 25.º |
| 1971 | 250cc | Yamaha           | AUT -   | GER -   | IOM -   | NED -   | BEL -   | RDA -   | CZE -   | SWE 6   | FIN 9   | ULS -   | NAT 21      | ESP -   |       | 7   | 26.º |
| 1971 | 350cc | Yamaha           | AUT 8   | GER 7   | IOM -   | NED 7   |         | RDA -   | CZE -   | SWE Ret | FIN 3   | ULS -   | NAT 13      | ESP -   |       | 21  | 11.º |
| 1971 | 500cc | Paton            | AUT 6   | GER -   | IOM -   | NED 6   | BEL 10  | RDA -   |         | SWE -   | FIN -   | ULS -   | NAT -       | ESP -   |       | 11  | 16.º |
| 1972 | 350cc | Yamaha           | GER 12  | FRA Ret | AUT -   | NAT -   | IOM -   | YUG 8   | NED 12  |         | RDA -   | CZE 10  | SWE -       | FIN Ret | ESP 6 | 9   | 20.º |
| 1972 | 500cc | Yamaha           | GER 8   | FRA 7   | AUT -   | NAT -   | IOM -   | YUG -   | NED 9   | BEL 8   | RDA -   | CZE 5   | SWE 9       | FIN 4   | ESP 6 | 31  | 9.º  |
| 1973 | 250cc | Yamaha           | FRA -   | AUT -   | GER -   |         | IOM -   | YUG -   | NED -   | BEL 16  | CZE -   | SWE -   | FIN -       | ESP -   |       | 0   | -    |
| 1973 | 350cc | Yamaha           | FRA 27  | AUT 4   | GER 4   | NAT -   | IOM -   | YUG -   | NED 8   |         | CZE -   | SWE 7   | FIN 8       | ESP 2   |       | 38  | 5.º  |
| 1973 | 500cc | Yamaha           | FRA 9   | AUT 8   | GER 5   |         | IOM -   | YUG Ret | NED 8   | BEL 10  | CZE Ret | SWE 7   | FIN 10      | ESP Ret |       | 19  | 11.º |
| 1974 | 250cc | Yamaha           |         | GER -   |         | NAT -   | IOM -   | NED -   | BEL 18  | SWE -   | FIN -   | CZE -   | YUG Ret (†) | ESP -   |       | 0   | -    |
| 1974 | 350cc | Yamaha           | FRA 9   | GER -   | AUTR 7  | NAT 11  | IOM 5   | NED 4   |         | SWE 9   | FIN Ret | CZE -   | YUG -       | ESP -   |       | 22  | 10.º |
| 1974 | 500cc | Yamaha           | FRA 6   | GER -   | AUTR 7  | NAT 8   | IOM 7   | NED Ret | BEL 18  | SWE 6   | FIN Ret | CZE 13  |             |         |       | 21  | 9.º  |